# Kadiatou Konaté
Kadiatou Konaté es una directora de cine y guionista maliense.

## Biografía
Konaté nació en Bamako, Malí. Su familia, los Konates, eran miembros de la realeza que alguna vez pertenecieron a los Gbara del Viejo Malí.￼

## Carrera
Estudió en la Universidad Cheikh-Anta-Diop y trabajó como miembro del equipo en la película clásica de 1985 Yeelen de Souleymane Cissé. En 1989 escribió el guion del cortometraje de animación La Geste de Ségou, dirigido por Mambaye Coulibaly. Su primer trabajo acreditado es el documental Des Yeux Pour Pleurer (Crying Eyes), filmado en video en 1992. Su segundo proyecto, también filmado en video, Circulation Routiere (Traffic), fue codirigido junto a Kabide Djedje. En 1993 produjo tres cortometrajes, de los cuales el más destacado fue L'Enfant terrible (El niño terrible), coproducido con el taller belga Graphoui, basado en un mito centroafricano.
En 1995, estrenó el documental Femmes et Développement en 1995, que hace una comparación entre mujeres malienses de diferentes grupos socioeconómicos. El documental analiza los logros de las mujeres en su país y lo que aún queda por lograr. En 1998 dirigió Un mineur en milieu carcéral, un breve documental que exploraba la difícil situación de los niños encarcelados, a menudo por delitos menores.
Su documental de 2008, Daman Da (Yellow Mirage), sigue la vida cotidiana de los mineros de oro en Malí. Ella se sintió atraída por el tema después de ver un informe de noticias local. La película mostró las dificultades que enfrentan los mineros, trabajando en condiciones difíciles, pero también la honestidad y ética de trabajo que demostraron.

## Filmografía

### Como guionista
- La Geste de Ségou (1989)

### Como directora
- Des Yeux Pour Pleurer (1992) - Documental
- Circulation Routiere (1993) - Documental
- L'Enfant terrible (1993)
- L'enfant et l'hygiène corporelle (1993)
- L'enfant et la circulation routière (1993)
- Femmes et Développement (1995)
- Un mineur en milieu carcéral (1998)
- Petit à petit (2001)
- Daman da (2008)